# Хиллброу
Хиллброу (англ. Hillbrow) — жилой район южноафриканского города Йоханнесбург. Он известен высокой плотностью населения, безработицей, бедностью и преступностью. 
В 1970-е годы во времена апартеида Хиллброу был территорией "только белых", но вскоре стал "серой зоной", где вместе жили представители различных этнических групп. Район из-за плохого планирования инфраструктуры не смог справиться с быстрым ростом населения. Это наряду с отсутствием инвестиций привело к массовому бегству жителей среднего класса в 1980-е годы и заброшенности крупных зданий, в результате чего Хиллброу в 1990-е годы превратился в городские трущобы.  
В нынешнее время большинство жителей Хиллброу составляют мигранты из бедных городских пригородов, сельской местности и других стран Африки. Значительная их часть пребывает в крайней нищете. 

## Достопримечательности

### Холм конституции
Холм конституции, обнесённый забором, служит резиденцией для Конституционного суда ЮАР и располагается на западной оконечности Хиллброу. 

### Башня Хиллброу
Башня Хиллброу — телекоммуникационная башня, доминирует в виде на город Йоханнесбург и является одним из его символов. Законченная в 1971 году она достигает в высоту 270 метров, что делает её высочайшим сооружением с лифтом в Африке. Первоначально она носила имя премьер-министра Южной Африки Йоханнеса Стрейдома, но среди горожан быстро стала известна как башня Хиллброу. Ранее на башне действовал вращающийся ресторан, служивший символом роскоши, но в 1981 году он был закрыт из соображений безопасности, и возобновление его деятельности не предвидится.

### Ponte City Apartments
Ponte City Apartments — высочайшее жилое здание в Йоханнесбурге и одна из самых известных достопримечательностей города. В 1970-е годы здание являлось одним из наиболее престижных жилых домов в Йоханессбурге, но в конце 1980-х криминальная обстановка в районе резко ухудшилась, жильцы разъехались и здание было захвачено бандами. В начале XXI века предпринимались попытки восстановления здания и прилегающего района, но ипотечный кризис 2007 года частично нарушил планы застройщиков. По состоянию на 2015 год здание является жилым, круглосуточно охраняется и оборудовано биометрической системой контроля доступа.
В феврале 2007 года Дэнни Бойл, британский режиссёр фильма На игле, объявил о планах использовать здание в качестве съемочной площадки для будущего сиквела киноленты.

## Хиллброу в медиа и культуре
- «Дети Хиллброу» (англ. Hillbrow Kids) — документальный фильм 2000 года Майкла Хаммона и Жаклин Гёрген о борьбе уличных группировок подростков в районе.
- «Бандитский Йоханнесбург» — южноафриканский фильм 2008 года
- Хиллброу описан в романе «Беспокойный супермаркет» (англ. The Restless Supermarket), где писатель Иван Владиславич в комичном стиле изобразил переход страны к демократии глазами белого консерватора-пенсионера.
- Большая часть действия научно-фантастического романа «Зоосити» южноафриканской писательницы Лорен Бьюкес происходит в Хиллброу.